# Friedrich von Hügel
Friedrich von Hügel (rođen kao Friedrich Maria Aloys Franz Karl Freiherr von Hügel, poznat i kao Baron von Hügel;  5. svibnja 1852. – 27. siječnja 1925.) bio je utjecajni austrijski katolički laik, vjerski pisac i kršćanski apologet. Iako je svrstan među moderniste zbog svog prijateljstva s Alfredom Loisyjem i Georgeom Tyrrellom, von Hügel je odbacio modernističke vjerske teorije.